# National Film Registry

Logo-ul National Film Registry

National Film Registry (cu sensul de Registrul Național [American] de Film)  este o listă de filme americane realizată de National Film Preservation Board pentru a fi conservate în Biblioteca Congresului Statelor Unite ale Americii. Registrul a fost creat prin „legea protejării filmului național” din 1988, reautorizată de Congres în 1992, 1996, 2005 și, din nou, în octombrie 2008. Legea din 1996 a dus la crearea Fundației protejării filmelor naționale, care deși afiliată National Film Preservation Board, strânge bani pentru/din sectorul privat.

## Criterii
„Luate împreună, filmele din Registrul Național de Film reprezintă o gamă impresionantă de producții americane de filme; printre care filme hollywoodiene, documentare, producții amatoriste și anvangardiste, filme cu interes regional, etnic, animații și filme de scurt metraj—toate meritând recunoaștere, păstrare și acces pentru generațiile viitoare. La începerea noului mileniu, acest registru este una din cele mai fine însumări ale uimitorului prim secol al cinematografiei americane.” 
Registrul include o gamă largă de filme de la filme hollywoodiene clasice la filme necunoscute. Includerea în listă nu este condiționată de lungimea sau de lansarea publică a filmului. Registrul mai include jurnale de știri, filme mute, filme experimentale, filme de scurt metraj, filme care nu mai sunt protejate de drepturi de autor, aflate în domeniul public, seriale cinematografice, filme de amatori, documentare, filme independente, filme de televiziune și videoclipuri. Din 2014, lista cuprinde 650 de filme. 
Registrul Național de Film publică anual o listă cu până la 25 de filme „cultural, istoric sau estetic semnificative”, având o gamă largă cu filme americane de diverse genuri pentru a crește gradul de conștientizare a importanței prezervării filmelor. Totuși, includerea pe această listă nu este o garanție a păstrării. Pentru ca un film să fie eligibil pentru includere, acesta trebuie să fie lansat cu cel puțin zece ani în urmă. Pentru prima selecție, care a avut loc în 1989, publicul a nominalizat aproximativ 1000 de filme. Membri ai National Film Preservation Board au tipărit buletine de vot pentru fiecare film eligibil. În urma votului a rezultat o listă cu 25 de filme creată de directorul Bibliotecii Congresului James H. Billington și suboronații săi. Din 1997, publicului i s-a permis să nominalizeze câte 50 de filme anual.
Cel mai vechi film din registru este Newark Athlete (1891), iar cel mai recent n 2014 a fost 13 Lakes (2004). Anii cu cele mai multe filme alese pentru păstrare sunt 1939 și 1940, cu 18 filme fiecare. Timpul de la lansarea unui film și includerea în acest registru are mari variații. Cea mai mare perioadă de timp de la lansare și până la includere este cea a lui Newark Athlete, lansat inițial în 1891 și ales pentru păstrare în 2010. Cea mai scurtă perioadă este cea reglementată de minimum zece ani; ca în cazul filmelor Raging Bull, Do the Right Thing, Goodfellas, Toy Story, Fargo și 13 Lakes.

## Filme

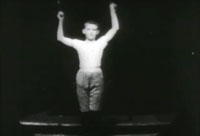
Newark Athlete (1891) este cel mai vechi film inclus în registru.

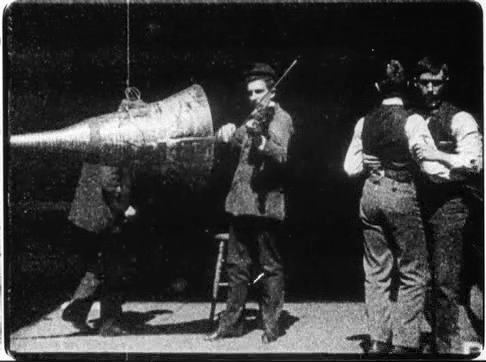
Dickson Experimental Sound Film (1894-1995) este primul film cu sunet cunoscut.

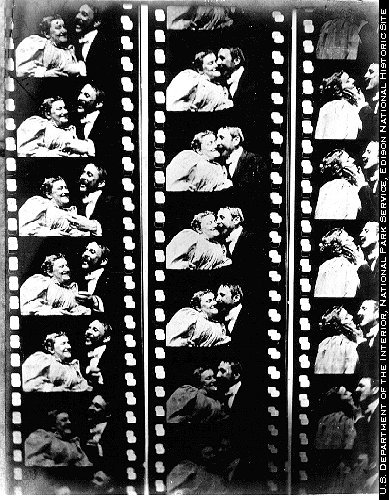
The Kiss (1896), film de 47 de secunde, a fost unul din primele filme lansate comercial.

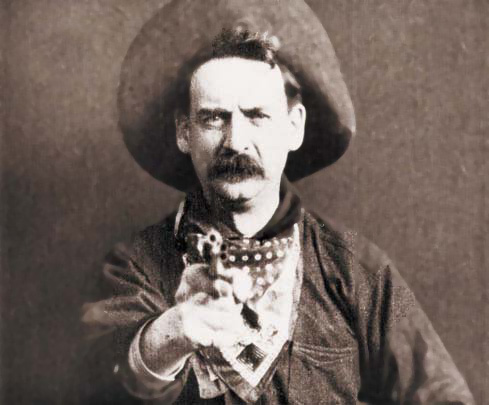
The Great Train Robbery (1903) a folosit o variatate de tehnici de editare care au devenit populare la data lansării.

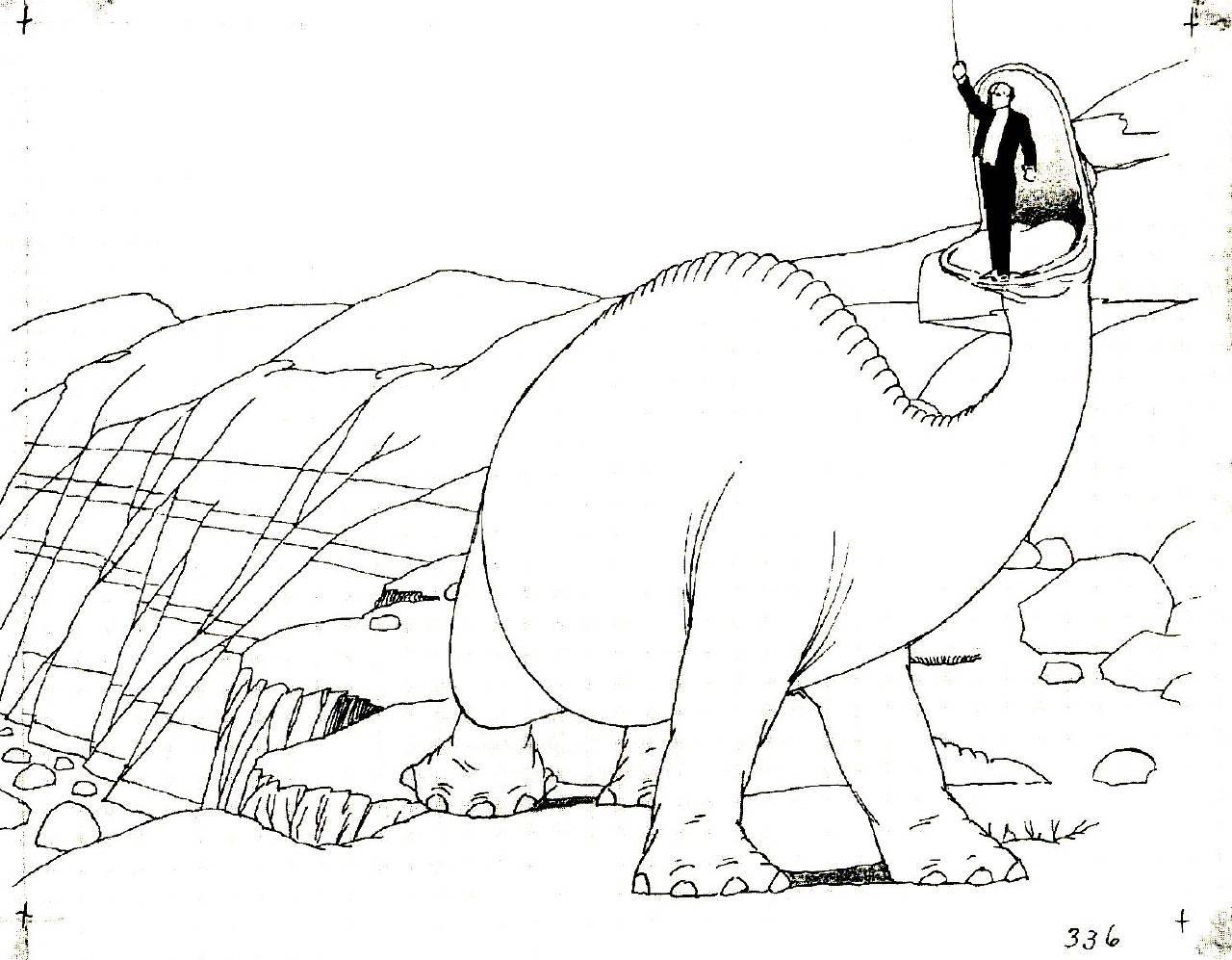
Deși Gertie the Dinosaur (1914) nu a fost primul film de animație, Gertie a devenit primul caracter popular de desene animate.

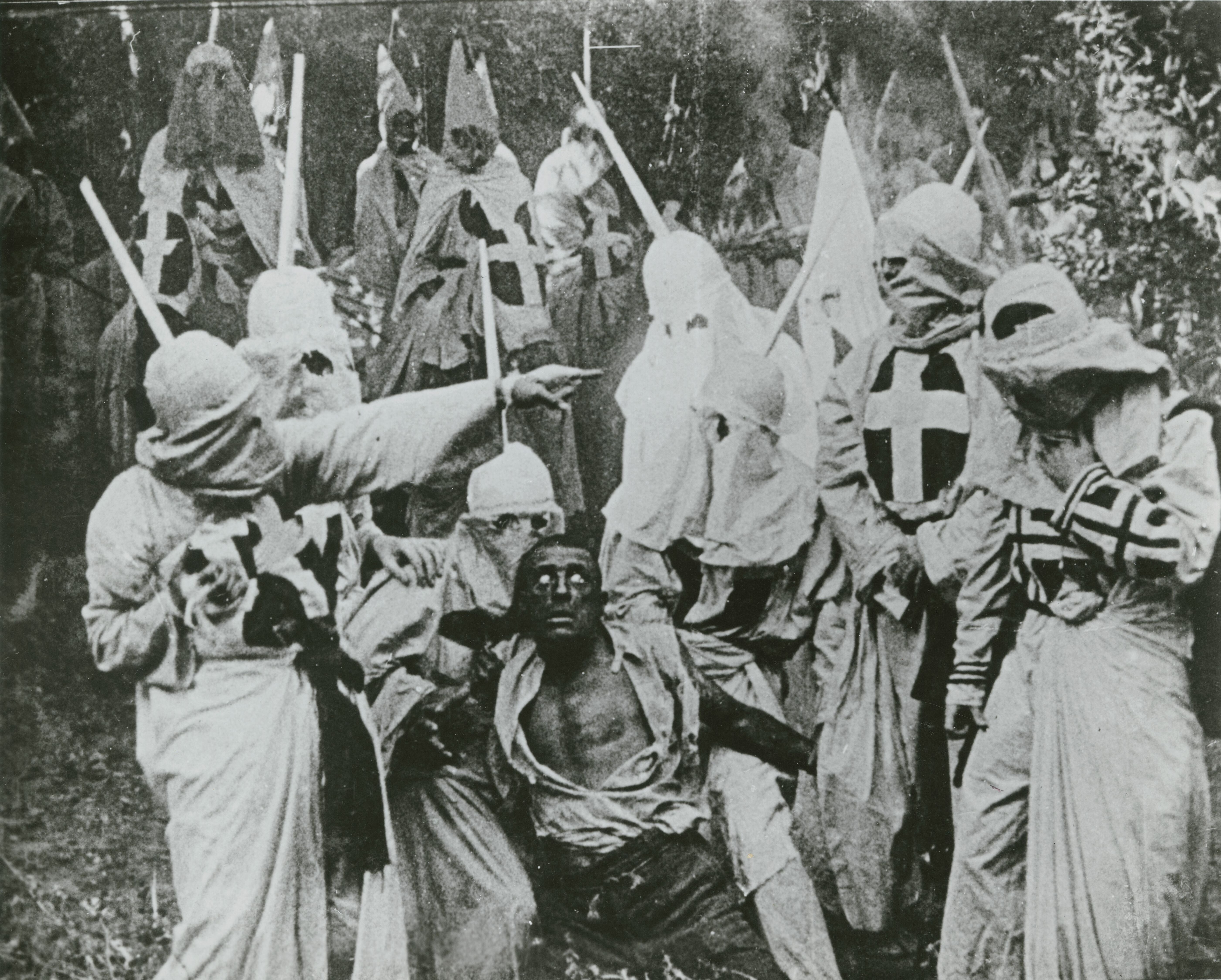
The Birth of a Nation (1915) a dezvoltat mai multe tehnici inovative de filmare și efecte speciale, devenind primul blockbuster hollywoodian.

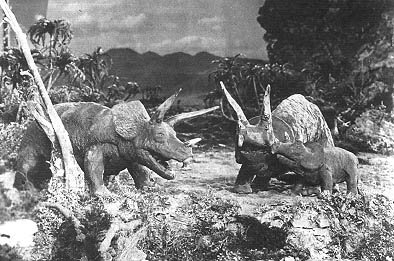
The Lost World (1925) a combinat dinozauri animați cu filmări reale ale oamenilor în aceleași cadre.

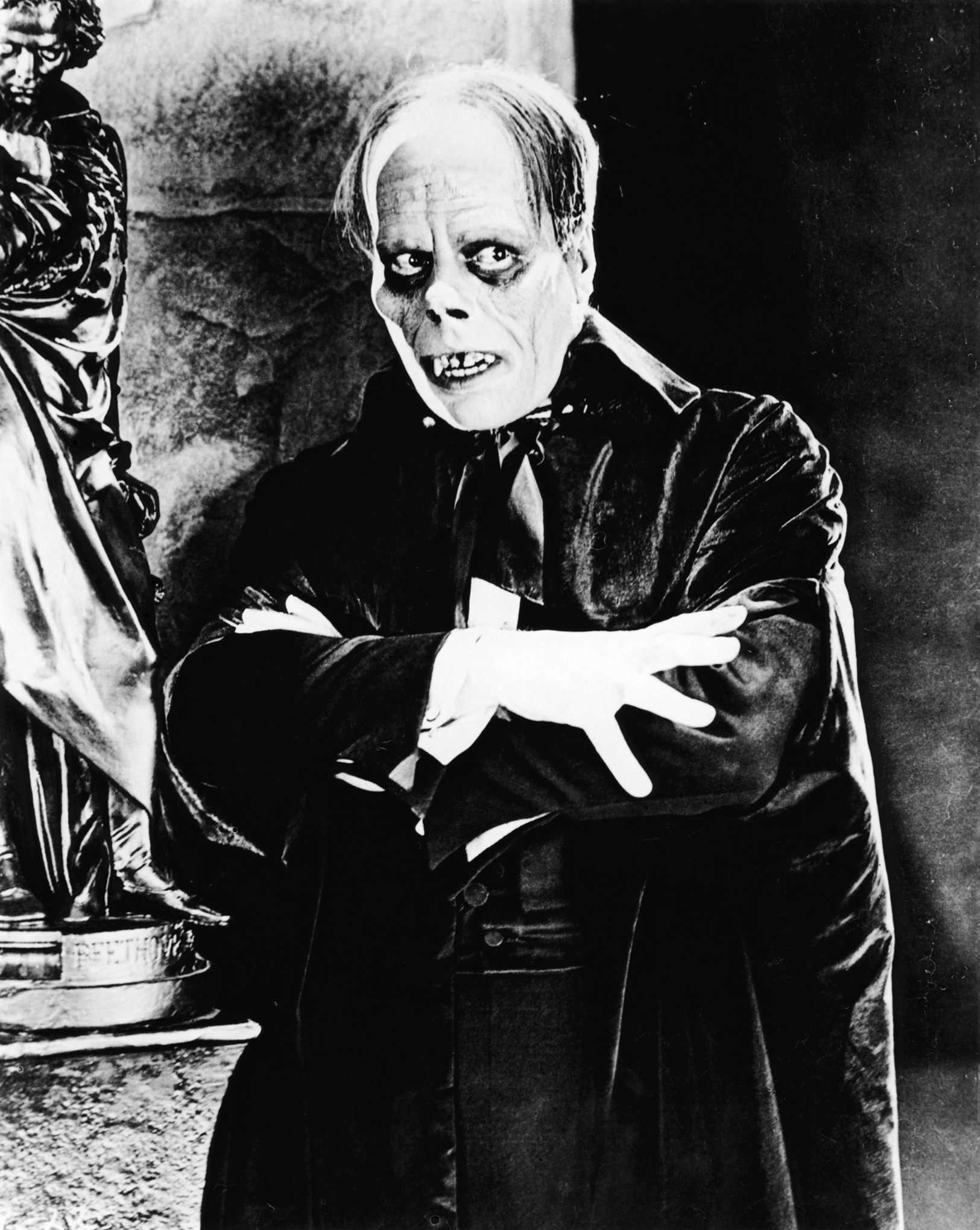
Fantoma de la operă (1925) este cunoscut pentru machiajul personajului principal.

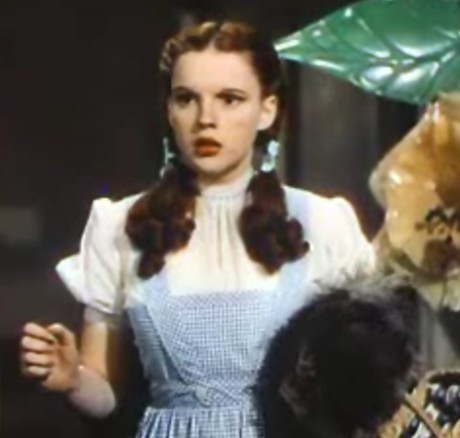
The Wizard of Oz (1939), film care se folosește de Technicolor.

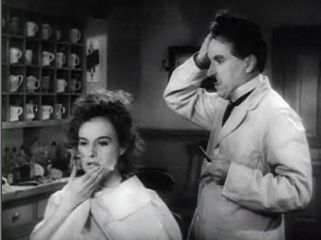
Dictatorul (1940) a fost primul film sonor al lui Charlie Chaplin.

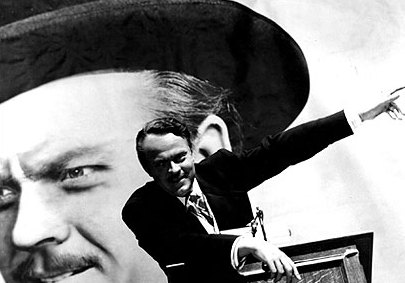
Citizen Kane (1941) este considerat unul din cele mai bune filme din toate timpurile.

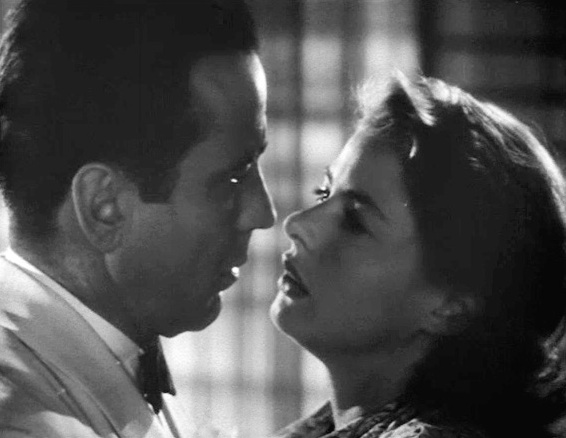
Casablanca (1942) are șase replici incluse în 100 de ani...100 de replici memorabile, mai multe decât oricare alt film.

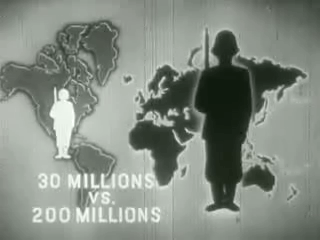
Why We Fight (1943–1945) a fost o serie de filme de propagandă prin care li se explica soldaților de ce Statele Unite este implicată în cel de-al Doilea Război Mondial.

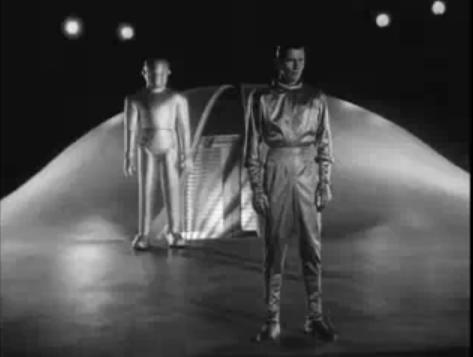
The Day the Earth Stood Still (1951) este un exemplu de film SF din anii '50.

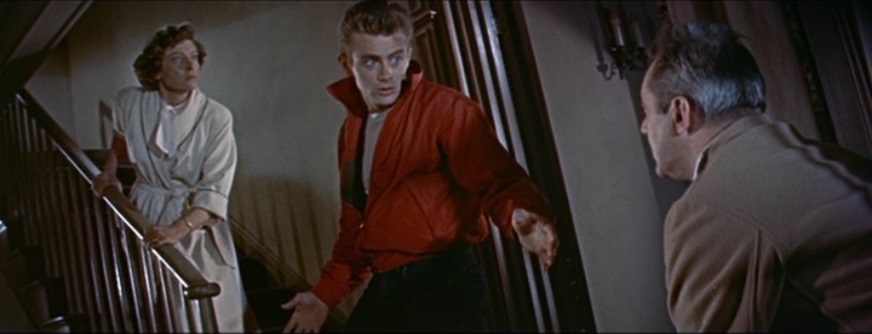
Rebel fără cauză (1955) a fost lansat în cinematografe la o lună după ce James Dean a murit într-un accident de mașină.

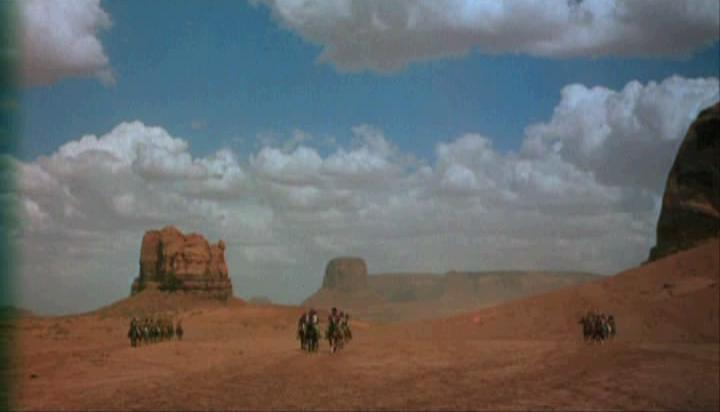
The Searchers (1956) este un exemplu de film western.

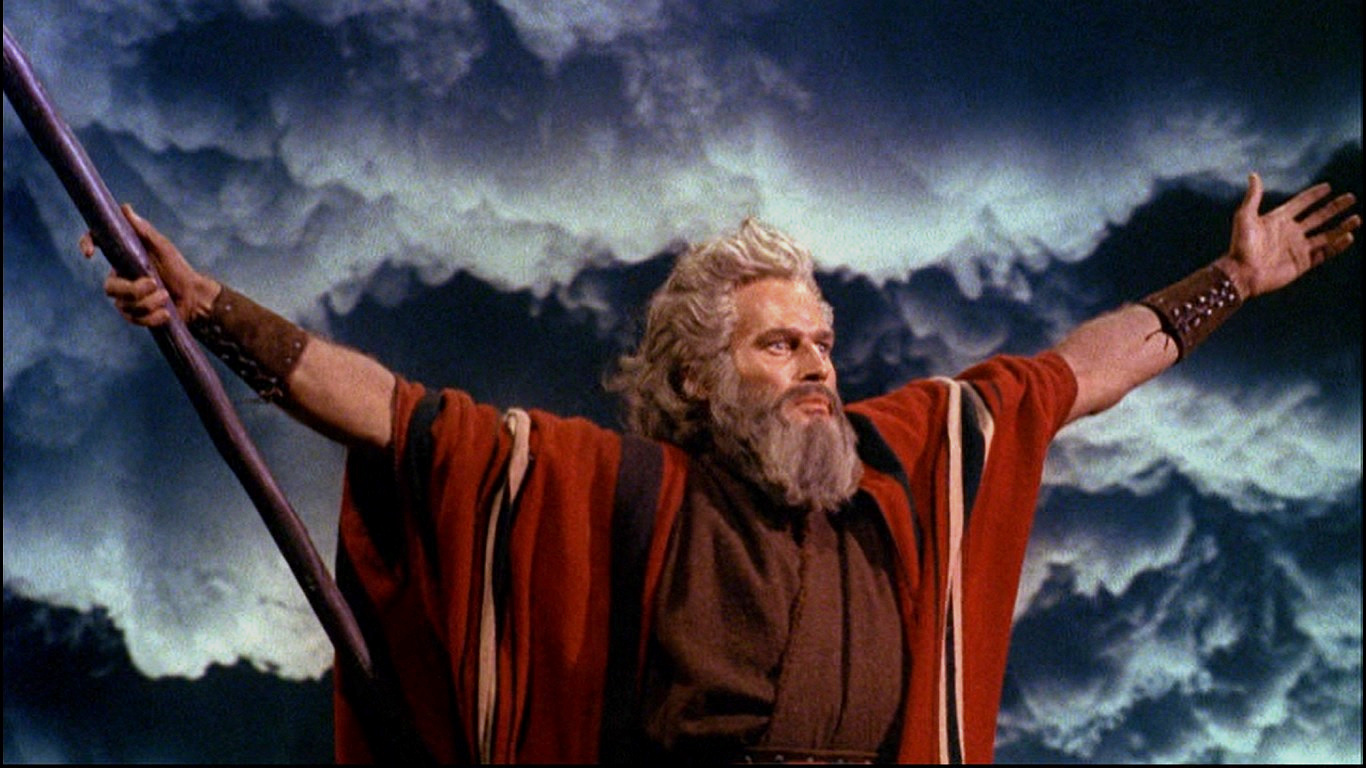
Pentru Cele zece porunci (1956) au fost folosite mai multe efecte vizuale pentru a crea iliuzia că Moise (Charlton Heston) împarte Marea Roșie.

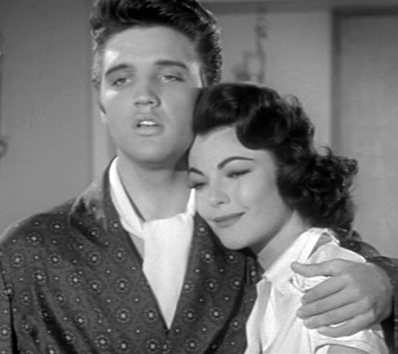
Elvis Presley a refuzat să urmărească Jailhouse Rock (1957) după ce Judy Tyler a murit într-un accident de mașină cu câteva săptămâni înainte de lansarea filmului.

| Titlul filmului                                                      | Tipul filmului                                    | Anul apariției | Anul indexării | Ref    |
| -------------------------------------------------------------------- | ------------------------------------------------- | -------------- | -------------- | ------ |
| 12 Angry Men                                                         | producție narativă                                | 1957           | 2007           | [ 18 ] |
| 2001: A Space Odyssey                                                | producție narativă                                | 1968           | 1991           | [ 19 ] |
| 42nd Street                                                          | producție narativă                                | 1933           | 1998           | [ 20 ] |
| The 7th Voyage of Sinbad                                             | producție narativă                                | 1958           | 2008           | [ 21 ] |
| Abbott and Costello Meet Frankenstein                                | producție narativă                                | 1948           | 2001           | [ 22 ] |
| Adam's Rib                                                           | producție narativă                                | 1949           | 1992           | [ 23 ] |
| The Adventures of Robin Hood                                         | producție narativă                                | 1938           | 1995           | [ 24 ] |
| The African Queen                                                    | producție narativă                                | 1951           | 1994           | [ 25 ] |
| Airplane!                                                            | producție narativă                                | 1980           | 2010           | [ 26 ] |
| Alien                                                                | producție narativă                                | 1979           | 2002           | [ 27 ] |
| All About Eve                                                        | producție narativă                                | 1950           | 1990           | [ 28 ] |
| All My Babies                                                        | documentar                                        | 1953           | 2002           | [ 27 ] |
| All Quiet on the Western Front                                       | producție narativă                                | 1930           | 1990           | [ 28 ] |
| All That Heaven Allows                                               | producție narativă                                | 1955           | 1995           | [ 24 ] |
| All That Jazz                                                        | producție narativă                                | 1979           | 2001           | [ 22 ] |
| All the King's Men                                                   | producție narativă                                | 1949           | 2001           | [ 22 ] |
| All the President's Men                                              | producție narativă                                | 1976           | 2010           | [ 26 ] |
| Allures                                                              | film experimental                                 | 1961           | 2011           | [ 26 ] |
| America, America                                                     | producție narativă                                | 1963           | 2001           | [ 22 ] |
| American Graffiti                                                    | producție narativă                                | 1973           | 1995           | [ 24 ] |
| American in Paris, An                                                | producție narativă                                | 1951           | 1993           | [ 29 ] |
| Annie Hall                                                           | producție narativă                                | 1977           | 1992           | [ 23 ] |
| Antonia: A Portrait of the Woman                                     | documentar                                        | 1974           | 2003           | [ 30 ] |
| The Apartment                                                        | producție narativă                                | 1960           | 1994           | [ 25 ] |
| Apocalypse Now                                                       | producție narativă                                | 1979           | 2000           | [ 31 ] |
| Applause                                                             | producție narativă                                | 1929           | 2006           | [ 32 ] |
| The Asphalt Jungle                                                   | producție narativă                                | 1950           | 2008           | [ 21 ] |
| Atlantic City                                                        | producție narativă                                | 1980           | 2003           | [ 30 ] |
| The Awful Truth                                                      | producție narativă                                | 1937           | 1996           | [ 33 ] |
| Baby Face                                                            | producție narativă                                | 1933           | 2005           | [ 34 ] |
| Back to the Future                                                   | producție narativă                                | 1985           | 2007           | [ 18 ] |
| The Bad and the Beautiful                                            | producție narativă                                | 1952           | 2002           | [ 27 ] |
| Badlands                                                             | producție narativă                                | 1973           | 1993           | [ 29 ] |
| Bambi                                                                | film de animație                                  | 1942           | 2011           | [ 26 ] |
| The Band Wagon                                                       | producție narativă                                | 1953           | 1995           | [ 24 ] |
| The Bank Dick                                                        | producție narativă                                | 1940           | 1992           | [ 23 ] |
| The Bargain                                                          | producție narativă                                | 1914           | 2010           | [ 26 ] |
| The Battle of San Pietro                                             | documentar                                        | 1945           | 1991           | [ 19 ] |
| Beauty and the Beast                                                 | film de animație                                  | 1991           | 2002           | [ 27 ] |
| Ben-Hur                                                              | producție narativă                                | 1925           | 1997           | [ 35 ] |
| Ben-Hur                                                              | producție narativă                                | 1959           | 2004           | [ 36 ] |
| The Best Years of Our Lives                                          | producție narativă                                | 1946           | 1989           | [ 37 ] |
| Big Business                                                         | film de scurt metraj                              | 1929           | 1992           | [ 23 ] |
| The Big Heat                                                         | producție narativă                                | 1953           | 2011           | [ 26 ] |
| The Big Parade                                                       | producție narativă                                | 1925           | 1992           | [ 23 ] |
| The Big Sleep                                                        | producție narativă                                | 1946           | 1997           | [ 35 ] |
| The Big Trail                                                        | producție narativă                                | 1930           | 2006           | [ 32 ] |
| The Birth of a Nation                                                | producție narativă                                | 1915           | 1992           | [ 23 ] |
| The Black Pirate                                                     | producție narativă                                | 1926           | 1993           | [ 29 ] |
| The Black Stallion                                                   | producție narativă                                | 1979           | 2002           | [ 27 ] |
| Blacksmith Scene                                                     | film de scurt metraj                              | 1893           | 1995           | [ 24 ] |
| Blade Runner                                                         | producție narativă                                | 1982           | 1993           | [ 29 ] |
| Blazing Saddles                                                      | producție narativă                                | 1974           | 2006           | [ 32 ] |
| The Blood of Jesus                                                   | producție narativă                                | 1941           | 1991           | [ 19 ] |
| The Blue Bird                                                        | producție narativă                                | 1918           | 2004           | [ 36 ] |
| Bonnie and Clyde                                                     | producție narativă                                | 1967           | 1992           | [ 23 ] |
| Boyz n the Hood                                                      | producție narativă                                | 1991           | 2002           | [ 27 ] |
| Bride of Frankenstein                                                | producție narativă                                | 1935           | 1998           | [ 20 ] |
| The Bridge on the River Kwai                                         | producție narativă                                | 1957           | 1997           | [ 35 ] |
| Bringing Up Baby                                                     | producție narativă                                | 1938           | 1990           | [ 28 ] |
| Broken Blossoms                                                      | producție narativă                                | 1919           | 1996           | [ 33 ] |
| A Bronx Morning                                                      | film de scurt metraj                              | 1931           | 2004           | [ 36 ] |
| The Buffalo Creek Flood: An Act of Man                               | documentar                                        | 1975           | 2005           | [ 34 ] |
| Bullitt                                                              | producție narativă                                | 1968           | 2007           | [ 18 ] |
| Butch Cassidy and the Sundance Kid                                   | producție narativă                                | 1969           | 2003           | [ 30 ] |
| Cabaret                                                              | producție narativă                                | 1972           | 1995           | [ 24 ] |
| The Cameraman                                                        | producție narativă                                | 1928           | 2005           | [ 34 ] |
| Carmen Jones                                                         | producție narativă                                | 1954           | 1992           | [ 23 ] |
| Casablanca                                                           | producție narativă                                | 1942           | 1989           | [ 37 ] |
| Castro Street                                                        | documentar/film de scurt metraj/film experimental | 1966           | 1992           | [ 23 ] |
| Cat People                                                           | producție narativă                                | 1942           | 1993           | [ 29 ] |
| Chan Is Missing                                                      | producție narativă                                | 1982           | 1995           | [ 24 ] |
| The Cheat                                                            | producție narativă                                | 1915           | 1993           | [ 29 ] |
| The Chechahcos                                                       | producție narativă                                | 1924           | 2003           | [ 30 ] |
| Chinatown                                                            | producție narativă                                | 1974           | 1991           | [ 19 ] |
| Chulas Fronteras                                                     | documentar                                        | 1976           | 1993           | [ 29 ] |
| Citizen Kane                                                         | producție narativă                                | 1941           | 1989           | [ 37 ] |
| The City                                                             | documentar                                        | 1939           | 1998           | [ 20 ] |
| City Lights                                                          | producție narativă                                | 1931           | 1991           | [ 19 ] |
| Civilization                                                         | producție narativă                                | 1916           | 1999           | [ 38 ] |
| Clash of the Wolves                                                  | producție narativă                                | 1925           | 2004           | [ 36 ] |
| Close Encounters of the Third Kind                                   | producție narativă                                | 1977           | 2007           | [ 18 ] |
| Cologne: From the Diary of Ray and Esther                            | documentar/film de scurt metraj                   | 1939           | 2001           | [ 22 ] |
| Commandment Keeper Church, Beaufort South Carolina, May 1940         | documentar/film de scurt metraj                   | 1940           | 2005           | [ 34 ] |
| A Computer Animated Hand                                             | film de scurt metraj                              | 1972           | 2011           | [ 25 ] |
| The Conversation                                                     | producție narativă                                | 1974           | 1995           | [ 24 ] |
| Cool Hand Luke                                                       | producție narativă                                | 1967           | 2005           | [ 34 ] |
| The Cool World                                                       | producție narativă                                | 1963           | 1994           | [ 25 ] |
| Cops                                                                 | film de scurt metraj                              | 1922           | 1997           | [ 35 ] |
| A Corner in Wheat                                                    | film de scurt metraj                              | 1909           | 1994           | [ 25 ] |
| The Court Jester                                                     | producție narativă                                | 1956           | 2004           | [ 36 ] |
| Crisis: Behind A Presidential Commitment                             | documentar                                        | 1963           | 2011           | [ 25 ] |
| The Crowd                                                            | producție narativă                                | 1928           | 1989           | [ 37 ] |
| Cry of Jazz                                                          | film de scurt metraj                              | 1959           | 2010           | [ 26 ] |
| The Cry of the Children                                              | film de scurt metraj                              | 1912           | 2011           | [ 25 ] |
| A Cure for Pokeritis                                                 | film de scurt metraj                              | 1912           | 2011           | [ 25 ] |
| The Curse of Quon Gwon                                               | film de scurt metraj                              | 1916–1917      | 2006           | [ 32 ] |
| Czechoslovakia 1968                                                  | documentar/film de scurt metraj                   | 1969           | 1997           | [ 35 ] |
| Dance, Girl, Dance                                                   | producție narativă                                | 1940           | 2007           | [ 18 ] |
| Dances with Wolves                                                   | producție narativă                                | 1990           | 2007           | [ 18 ] |
| Daughter of Shanghai                                                 | producție narativă                                | 1937           | 2006           | [ 32 ] |
| Daughters of the Dust                                                | producție narativă                                | 1991           | 2004           | [ 36 ] |
| David Holzman's Diary                                                | producție narativă                                | 1968           | 1991           | [ 19 ] |
| The Day the Earth Stood Still                                        | producție narativă                                | 1951           | 1995           | [ 24 ] |
| Days of Heaven                                                       | producție narativă                                | 1978           | 2007           | [ 18 ] |
| Dead Birds                                                           | documentar                                        | 1964           | 1998           | [ 20 ] |
| The Deer Hunter                                                      | producție narativă                                | 1978           | 1996           | [ 33 ] |
| Deliverance                                                          | producție narativă                                | 1972           | 2008           | [ 21 ] |
| Destry Rides Again                                                   | producție narativă                                | 1939           | 1996           | [ 33 ] |
| Detour                                                               | producție narativă                                | 1945           | 1992           | [ 23 ] |
| Dickson Experimental Sound Film                                      | film de scurt metraj/film experimental            | 1894–1895      | 2003           | [ 30 ] |
| Disneyland Dream                                                     | home film                                         | 1956           | 2008           | [ 21 ] |
| D.O.A.                                                               | producție narativă                                | 1950           | 2004           | [ 36 ] |
| Do the Right Thing                                                   | producție narativă                                | 1989           | 1999           | [ 38 ] |
| The Docks of New York                                                | producție narativă                                | 1928           | 1999           | [ 38 ] |
| Dodsworth                                                            | producție narativă                                | 1936           | 1990           | [ 28 ] |
| Dog Day Afternoon                                                    | producție narativă                                | 1975           | 2009           | [ 39 ] |
| Dog Star Man                                                         | film de scurt metraj/film experimental            | 1964           | 1992           | [ 23 ] |
| Dont Look Back                                                       | documentar                                        | 1967           | 1998           | [ 20 ] |
| Double Indemnity                                                     | producție narativă                                | 1944           | 1992           | [ 23 ] |
| Dr. Strangelove or: How I Learned to Stop Worrying and Love the Bomb | producție narativă                                | 1964           | 1989           | [ 37 ] |
| Dracula                                                              | producție narativă                                | 1931           | 2000           | [ 31 ] |
| Drums of Winter                                                      | documentar                                        | 1988           | 2006           | [ 32 ] |
| Duck Amuck                                                           | film de animație de scurt metraj                  | 1953           | 1999           | [ 38 ] |
| Duck and Cover                                                       | film de animație de scurt metraj                  | 1951           | 2004           | [ 36 ] |
| Duck Soup                                                            | producție narativă                                | 1933           | 1990           | [ 28 ] |
| E.T. the Extra-Terrestrial                                           | producție narativă                                | 1982           | 1994           | [ 25 ] |
| Early Abstractions                                                   | film de animație de scurt metrajs                 | 1939–1956      | 2006           | [ 32 ] |
| Easy Rider                                                           | producție narativă                                | 1969           | 1998           | [ 20 ] |
| Eaux d'artifice                                                      | film de scurt metraj                              | 1953           | 1993           | [ 29 ] |
| Electronic Labyrinth: THX 1138 4EB                                   | film de scurt metraj                              | 1967           | 2010           | [ 26 ] |
| El Mariachi                                                          | producție narativă                                | 1992           | 2011           | [ 25 ] |
| El Norte                                                             | producție narativă                                | 1983           | 1995           | [ 24 ] |
| The Emperor Jones                                                    | producție narativă                                | 1933           | 1999           | [ 38 ] |
| Empire                                                               | feature film/film experimental                    | 1964           | 2004           | [ 36 ] |
| The Endless Summer                                                   | documentar                                        | 1966           | 2002           | [ 27 ] |
| Enter the Dragon                                                     | producție narativă                                | 1973           | 2004           | [ 36 ] |
| Eraserhead                                                           | producție narativă                                | 1977           | 2004           | [ 36 ] |
| The Evidence of the Film                                             | film de scurt metraj                              | 1913           | 2001           | [ 22 ] |
| The Exiles                                                           | producție narativă                                | 1961           | 2009           | [ 39 ] |
| The Exorcist                                                         | producție narativă                                | 1973           | 2010           | [ 26 ] |
| The Exploits of Elaine                                               | film serial                                       | 1914           | 1994           | [ 25 ] |
| A Face in the Crowd                                                  | producție narativă                                | 1957           | 2008           | [ 21 ] |
| Faces                                                                | producție narativă                                | 1968           | 2011           | [ 25 ] |
| Fake Fruit Factory                                                   | documentar/film de scurt metraj                   | 1986           | 2011           | [ 25 ] |
| The Fall of the House of Usher                                       | film de scurt metraj                              | 1928           | 2000           | [ 31 ] |
| Fantasia                                                             | film de animație                                  | 1940           | 1990           | [ 28 ] |
| Fargo                                                                | producție narativă                                | 1996           | 2006           | [ 32 ] |
| Fast Times at Ridgemont High                                         | producție narativă                                | 1982           | 2005           | [ 34 ] |
| Fatty's Tintype Tangle                                               | film de scurt metraj                              | 1915           | 1995           | [ 24 ] |
| Film Portrait                                                        | documentar                                        | 1970           | 2003           | [ 30 ] |
| Five Easy Pieces                                                     | producție narativă                                | 1970           | 2000           | [ 31 ] |
| Flash Gordon                                                         | film serial                                       | 1936           | 1996           | [ 33 ] |
| Flesh and the Devil                                                  | producție narativă                                | 1927           | 2006           | [ 32 ] |
| Flower Drum Song                                                     | producție narativă                                | 1961           | 2008           | [ 21 ] |
| Foolish Wives                                                        | producție narativă                                | 1922           | 2008           | [ 21 ] |
| Footlight Parade                                                     | producție narativă                                | 1933           | 1992           | [ 23 ] |
| Force of Evil                                                        | producție narativă                                | 1948           | 1994           | [ 25 ] |
| The Forgotten Frontier                                               | documentar                                        | 1931           | 1996           | [ 33 ] |
| Forrest Gump                                                         | producție narativă                                | 1994           | 2011           | [ 25 ] |
| The Four Horsemen of the Apocalypse                                  | producție narativă                                | 1921           | 1995           | [ 24 ] |
| Jenkins Orphanage Band (Fox Movietone News)                          | newsreel                                          | 1928           | 2003           | [ 30 ] |
| Frank Film                                                           | film de animație de scurt metraj                  | 1973           | 1996           | [ 33 ] |
| Frankenstein                                                         | producție narativă                                | 1931           | 1991           | [ 19 ] |
| Freaks                                                               | producție narativă                                | 1932           | 1994           | [ 25 ] |
| Free Radicals                                                        | film de animație de scurt metraj                  | 1979           | 2008           | [ 21 ] |
| The French Connection                                                | producție narativă                                | 1971           | 2005           | [ 34 ] |
| The Freshman                                                         | producție narativă                                | 1925           | 1990           | [ 28 ] |
| From Here to Eternity                                                | producție narativă                                | 1953           | 2002           | [ 27 ] |
| From Stump to Ship                                                   | industrial/film de scurt metraj                   | 1930           | 2002           | [ 27 ] |
| From the Manger to the Cross                                         | producție narativă                                | 1912           | 1998           | [ 20 ] |
| The Front Page                                                       | producție narativă                                | 1931           | 2010           | [ 26 ] |
| Fuji                                                                 | film de scurt metraj                              | 1974           | 2002           | [ 27 ] |
| Fury                                                                 | producție narativă                                | 1936           | 1995           | [ 24 ] |
| Garlic Is as Good as Ten Mothers                                     | documentar                                        | 1980           | 2004           | [ 36 ] |
| The General                                                          | producție narativă                                | 1927           | 1989           | [ 37 ] |
| George Stevens World War II Footage                                  | documentar                                        | 1943–1946      | 2008           | [ 21 ] |
| Gerald McBoing-Boing                                                 | film de animație de scurt metraj                  | 1951           | 1995           | [ 24 ] |
| Gertie the Dinosaur                                                  | film de animație de scurt metraj                  | 1914           | 1991           | [ 19 ] |
| Giant                                                                | producție narativă                                | 1956           | 2005           | [ 34 ] |
| Gigi                                                                 | producție narativă                                | 1958           | 1991           | [ 19 ] |
| Glimpse of the Garden                                                | film de scurt metraj                              | 1957           | 2007           | [ 18 ] |
| The Godfather                                                        | producție narativă                                | 1972           | 1990           | [ 28 ] |
| The Godfather Part II                                                | producție narativă                                | 1974           | 1993           | [ 19 ] |
| Going My Way                                                         | producție narativă                                | 1944           | 2004           | [ 36 ] |
| Gold Diggers of 1933                                                 | producție narativă                                | 1933           | 2003           | [ 30 ] |
| The Gold Rush                                                        | producție narativă                                | 1925           | 1992           | [ 23 ] |
| Gone with the Wind                                                   | producție narativă                                | 1939           | 1989           | [ 37 ] |
| Goodfellas                                                           | producție narativă                                | 1990           | 2000           | [ 31 ] |
| The Graduate                                                         | producție narativă                                | 1967           | 1996           | [ 33 ] |
| Grand Hotel                                                          | producție narativă                                | 1932           | 2007           | [ 18 ] |
| The Grapes of Wrath                                                  | producție narativă                                | 1940           | 1989           | [ 37 ] |
| Grass                                                                | documentar                                        | 1925           | 1997           | [ 35 ] |
| The Great Dictator                                                   | producție narativă                                | 1940           | 1997           | [ 35 ] |
| The Great Train Robbery                                              | film de scurt metraj                              | 1903           | 1990           | [ 28 ] |
| Greed                                                                | producție narativă                                | 1924           | 1991           | [ 19 ] |
| Grey Gardens                                                         | documentar                                        | 1976           | 2010           | [ 26 ] |
| Groundhog Day                                                        | producție narativă                                | 1993           | 2006           | [ 32 ] |
| Growing Up Female                                                    | documentar                                        | 1971           | 2011           | [ 25 ] |
| Gun Crazy                                                            | producție narativă                                | 1949           | 1998           | [ 20 ] |
| Gunga Din                                                            | producție narativă                                | 1939           | 1999           | [ 38 ] |
| H2O                                                                  | film de scurt metraj                              | 1929           | 2005           | [ 34 ] |
| Hallelujah!                                                          | producție narativă                                | 1929           | 2008           | [ 21 ] |
| Halloween                                                            | producție narativă                                | 1978           | 2006           | [ 32 ] |
| Hands Up!                                                            | producție narativă                                | 1926           | 2005           | [ 34 ] |
| Harlan County, USA                                                   | documentar                                        | 1976           | 1990           | [ 28 ] |
| Harold and Maude                                                     | producție narativă                                | 1972           | 1997           | [ 35 ] |
| The Heiress                                                          | producție narativă                                | 1949           | 1996           | [ 33 ] |
| Hell's Hinges                                                        | producție narativă                                | 1916           | 1994           | [ 25 ] |
| Heroes All                                                           | documentar                                        | 1920           | 2009           | [ 39 ] |
| Hester Street                                                        | producție narativă                                | 1975           | 2011           | [ 25 ] |
| High Noon                                                            | producție narativă                                | 1952           | 1989           | [ 37 ] |
| High School                                                          | documentar                                        | 1969           | 1991           | [ 19 ] |
| Hindenburg Disaster Newsreel Footage                                 | newsreel                                          | 1937           | 1997           | [ 35 ] |
| His Girl Friday                                                      | producție narativă                                | 1940           | 1993           | [ 29 ] |
| The Hitch-Hiker                                                      | producție narativă                                | 1953           | 1998           | [ 20 ] |
| Hoop Dreams                                                          | documentar                                        | 1994           | 2005           | [ 34 ] |
| Hoosiers                                                             | producție narativă                                | 1986           | 2001           | [ 22 ] |
| Hospital                                                             | documentar                                        | 1970           | 1994           | [ 25 ] |
| The Hospital                                                         | producție narativă                                | 1971           | 1995           | [ 24 ] |
| Hot Dogs for Gauguin                                                 | film de scurt metraj                              | 1972           | 2009           | [ 39 ] |
| The House I Live In                                                  | film de scurt metraj                              | 1945           | 2007           | [ 18 ] |
| The House in the Middle                                              | documentar/film de scurt metraj                   | 1954           | 2001           | [ 22 ] |
| House of Usher                                                       | producție narativă                                | 1960           | 2005           | [ 34 ] |
| How Green Was My Valley                                              | producție narativă                                | 1941           | 1990           | [ 28 ] |
| How the West Was Won                                                 | producție narativă                                | 1962           | 1997           | [ 35 ] |
| The Hunters                                                          | documentar                                        | 1957           | 2003           | [ 30 ] |
| The Hustler                                                          | producție narativă                                | 1961           | 1997           | [ 35 ] |
| I Am a Fugitive from a Chain Gang                                    | producție narativă                                | 1932           | 1991           | [ 19 ] |
| I Am Joaquin                                                         | film de scurt metraj                              | 1969           | 2010           | [ 26 ] |
| I, an Actress                                                        | film de scurt metraj                              | 1977           | 2011           | [ 25 ] |
| Imitation of Life                                                    | producție narativă                                | 1934           | 2005           | [ 34 ] |
| The Immigrant                                                        | film de scurt metraj                              | 1917           | 1998           | [ 20 ] |
| In a Lonely Place                                                    | producție narativă                                | 1950           | 2007           | [ 18 ] |
| In Cold Blood                                                        | producție narativă                                | 1967           | 2008           | [ 21 ] |
| In the Heat of the Night                                             | producție narativă                                | 1967           | 2002           | [ 27 ] |
| In the Land of the Head Hunters                                      | producție narativă                                | 1914           | 1999           | [ 38 ] |
| In the Street                                                        | documentar/film de scurt metraj                   | 1948           | 2006           | [ 32 ] |
| The Incredible Shrinking Man                                         | producție narativă                                | 1957           | 2009           | [ 39 ] |
| Intolerance                                                          | producție narativă                                | 1916           | 1989           | [ 37 ] |
| Invasion of the Body Snatchers                                       | producție narativă                                | 1956           | 1994           | [ 25 ] |
| The Invisible Man                                                    | producție narativă                                | 1933           | 2008           | [ 21 ] |
| The Iron Horse                                                       | producție narativă                                | 1924           | 2011           | [ 25 ] |
| It                                                                   | producție narativă                                | 1927           | 2001           | [ 22 ] |
| It Happened One Night                                                | producție narativă                                | 1934           | 1993           | [ 29 ] |
| It's a Gift                                                          | producție narativă                                | 1934           | 2010           | [ 26 ] |
| It's a Wonderful Life                                                | producție narativă                                | 1946           | 1990           | [ 28 ] |
| The Italian                                                          | producție narativă                                | 1915           | 1991           | [ 19 ] |
| Jailhouse Rock                                                       | producție narativă                                | 1957           | 2004           | [ 36 ] |
| Jam Session                                                          | film de scurt metraj                              | 1942           | 2001           | [ 22 ] |
| Jeffries-Johnson World's Championship Boxing Contest                 | documentar                                        | 1910           | 2005           | [ 34 ] |
| Jammin' the Blues                                                    | film de scurt metraj                              | 1944           | 1995           | [ 24 ] |
| Jaws                                                                 | producție narativă                                | 1975           | 2001           | [ 22 ] |
| Jazz on a Summer's Day                                               | documentar                                        | 1959           | 1999           | [ 38 ] |
| The Jazz Singer                                                      | producție narativă                                | 1927           | 1996           | [ 33 ] |
| Jezebel                                                              | producție narativă                                | 1938           | 2009           | [ 39 ] |
| Johnny Guitar                                                        | producție narativă                                | 1954           | 2008           | [ 21 ] |
| The Jungle                                                           | film de scurt metraj                              | 1967           | 2009           | [ 39 ] |
| The Kid                                                              | producție narativă                                | 1921           | 2011           | [ 25 ] |
| Killer of Sheep                                                      | producție narativă                                | 1977           | 1990           | [ 28 ] |
| The Killers                                                          | producție narativă                                | 1946           | 2008           | [ 21 ] |
| King: A Filmed Record... Montgomery to Memphis                       | documentar                                        | 1970           | 1999           | [ 38 ] |
| King Kong                                                            | producție narativă                                | 1933           | 1991           | [ 19 ] |
| The Kiss                                                             | film de scurt metraj                              | 1896           | 1999           | [ 38 ] |
| Kiss Me Deadly                                                       | producție narativă                                | 1955           | 1999           | [ 38 ] |
| Kannapolis, N.C.                                                     | documentar                                        | 1941           | 2004           | [ 36 ] |
| Knute Rockne, All American                                           | producție narativă                                | 1940           | 1997           | [ 35 ] |
| Koyaanisqatsi                                                        | producție narativă                                | 1983           | 2000           | [ 31 ] |
| The Lady Eve                                                         | producție narativă                                | 1941           | 1994           | [ 25 ] |
| Lady Helen's Escapade                                                | film de scurt metraj                              | 1909           | 2004           | [ 36 ] |
| Lady Windermere's Fan                                                | producție narativă                                | 1925           | 2002           | [ 27 ] |
| Lambchops                                                            | film de scurt metraj                              | 1929           | 1999           | [ 38 ] |
| The Land Beyond the Sunset                                           | film de scurt metraj                              | 1912           | 2000           | [ 31 ] |
| Lassie Come Home                                                     | producție narativă                                | 1943           | 1993           | [ 29 ] |
| The Last Command                                                     | producție narativă                                | 1928           | 2006           | [ 32 ] |
| The Last of the Mohicans                                             | producție narativă                                | 1920           | 1995           | [ 24 ] |
| The Last Picture Show                                                | producție narativă                                | 1971           | 1998           | [ 20 ] |
| Laura                                                                | producție narativă                                | 1944           | 1999           | [ 38 ] |
| Lawrence of Arabia                                                   | producție narativă                                | 1962           | 1991           | [ 19 ] |
| The Lead Shoes                                                       | film de scurt metraj/film experimental            | 1949           | 2009           | [ 39 ] |
| The Learning Tree                                                    | producție narativă                                | 1969           | 1989           | [ 37 ] |
| Let's All Go to the Lobby                                            | film de animație de scurt metraj                  | 1957           | 2000           | [ 31 ] |
| Let There Be Light                                                   | documentar                                        | 1946           | 2010           | [ 26 ] |
| Letter from an Unknown Woman                                         | producție narativă                                | 1948           | 1992           | [ 23 ] |
| The Life and Death of 9413: a Hollywood Extra                        | film de scurt metraj                              | 1927           | 1997           | [ 35 ] |
| The Life and Times of Rosie the Riveter                              | documentar                                        | 1980           | 1996           | [ 33 ] |
| The Life of Emile Zola                                               | producție narativă                                | 1937           | 2000           | [ 31 ] |
| Little Caesar                                                        | producție narativă                                | 1931           | 2000           | [ 31 ] |
| Little Fugitive                                                      | producție narativă                                | 1953           | 1997           | [ 35 ] |
| Little Miss Marker                                                   | producție narativă                                | 1934           | 1998           | [ 20 ] |
| Little Nemo                                                          | film de animație de scurt metraj                  | 1911           | 2009           | [ 39 ] |
| The Living Desert                                                    | documentar                                        | 1953           | 2000           | [ 31 ] |
| Lonesome                                                             | producție narativă                                | 1928           | 2010           | [ 26 ] |
| The Lost Weekend                                                     | producție narativă                                | 1945           | 2011           | [ 25 ] |
| The Lost World                                                       | producție narativă                                | 1925           | 1998           | [ 20 ] |
| Louisiana Story                                                      | producție narativă                                | 1948           | 1994           | [ 25 ] |
| Love Finds Andy Hardy                                                | producție narativă                                | 1938           | 2000           | [ 31 ] |
| Love Me Tonight                                                      | producție narativă                                | 1932           | 1990           | [ 28 ] |
| MASH                                                                 | producție narativă                                | 1970           | 1996           | [ 33 ] |
| Mabel's Blunder                                                      | film de scurt metraj                              | 1914           | 2009           | [ 39 ] |
| Make Way for Tomorrow                                                | producție narativă                                | 1937           | 2010           | [ 26 ] |
| Magical Maestro                                                      | film de animație de scurt metraj                  | 1952           | 1993           | [ 29 ] |
| The Magnificent Ambersons                                            | producție narativă                                | 1942           | 1991           | [ 19 ] |
| The Making of an American                                            | film de scurt metraj                              | 1920           | 2005           | [ 34 ] |
| Malcolm X                                                            | producție narativă                                | 1992           | 2010           | [ 26 ] |
| The Maltese Falcon                                                   | producție narativă                                | 1941           | 1989           | [ 37 ] |
| The Man Who Shot Liberty Valance                                     | producție narativă                                | 1962           | 2007           | [ 18 ] |
| The Manchurian Candidate                                             | producție narativă                                | 1962           | 1994           | [ 25 ] |
| Manhatta                                                             | documentar/film de scurt metraj                   | 1921           | 1995           | [ 24 ] |
| Manhattan                                                            | producție narativă                                | 1979           | 2001           | [ 22 ] |
| The March                                                            | documentar/film de scurt metraj                   | 1964           | 2008           | [ 21 ] |
| March of Time: Inside Nazi Germany                                   | documentar/film de scurt metraj                   | 1938           | 1993           | [ 29 ] |
| Marian Anderson: the Lincoln Memorial Concert                        | documentar                                        | 1939           | 2001           | [ 22 ] |
| The Mark of Zorro                                                    | producție narativă                                | 1940           | 2009           | [ 39 ] |
| Marty                                                                | producție narativă                                | 1955           | 1994           | [ 25 ] |
| Master Hands                                                         | documentar                                        | 1936           | 1999           | [ 38 ] |
| Matrimony's Speed Limit                                              | film de scurt metraj                              | 1913           | 2003           | [ 30 ] |
| McCabe & Mrs. Miller                                                 | producție narativă                                | 1971           | 2010           | [ 26 ] |
| Mean Streets                                                         | producție narativă                                | 1973           | 1997           | [ 35 ] |
| Medium Cool                                                          | producție narativă                                | 1969           | 2003           | [ 30 ] |
| Meet Me in St. Louis                                                 | producție narativă                                | 1944           | 1994           | [ 25 ] |
| Melody Ranch                                                         | producție narativă                                | 1940           | 2002           | [ 27 ] |
| Memphis Belle                                                        | documentar                                        | 1944           | 2001           | [ 22 ] |
| Meshes of the Afternoon                                              | film de scurt metraj/film experimental            | 1943           | 1990           | [ 28 ] |
| Midnight Cowboy                                                      | producție narativă                                | 1969           | 1994           | [ 25 ] |
| Mighty Like a Moose                                                  | film de scurt metraj                              | 1926           | 2007           | [ 18 ] |
| Mildred Pierce                                                       | producție narativă                                | 1945           | 1996           | [ 33 ] |
| The Miracle of Morgan's Creek                                        | producție narativă                                | 1944           | 2001           | [ 22 ] |
| Miracle on 34th Street                                               | producție narativă                                | 1947           | 2005           | [ 34 ] |
| Miss Lulu Bett                                                       | producție narativă                                | 1922           | 2001           | [ 22 ] |
| Modern Times                                                         | producție narativă                                | 1936           | 1989           | [ 37 ] |
| Modesta                                                              | film de scurt metraj                              | 1956           | 1998           | [ 20 ] |
| Mom and Dad                                                          | producție narativă                                | 1944           | 2005           | [ 34 ] |
| Morocco                                                              | producție narativă                                | 1930           | 1992           | [ 23 ] |
| Motion Painting No. 1                                                | film de animație de scurt metraj                  | 1947           | 1997           | [ 35 ] |
| A Movie                                                              | film de scurt metraj/film experimental            | 1958           | 1994           | [ 25 ] |
| Mr. Smith Goes to Washington                                         | producție narativă                                | 1939           | 1989           | [ 37 ] |
| Mrs. Miniver                                                         | producție narativă                                | 1942           | 2009           | [ 39 ] |
| Multiple Sidosis                                                     | film de scurt metraj                              | 1970           | 2000           | [ 31 ] |
| The Muppet Movie                                                     | producție narativă                                | 1979           | 2009           | [ 39 ] |
| The Music Box                                                        | film de scurt metraj                              | 1932           | 1997           | [ 35 ] |
| The Music Man                                                        | producție narativă                                | 1962           | 2005           | [ 34 ] |
| My Darling Clementine                                                | producție narativă                                | 1946           | 1991           | [ 19 ] |
| My Man Godfrey                                                       | producție narativă                                | 1936           | 1999           | [ 38 ] |
| The Naked City                                                       | producție narativă                                | 1948           | 2007           | [ 18 ] |
| Recompensă pentru șerif (The Naked Spur)                             | producție narativă                                | 1953           | 1997           | [ 35 ] |
| Nanook of the North                                                  | documentar                                        | 1922           | 1989           | [ 37 ] |
| Nashville                                                            | producție narativă                                | 1975           | 1992           | [ 23 ] |
| National Lampoon's Animal House                                      | producție narativă                                | 1978           | 2001           | [ 22 ] |
| National Velvet                                                      | producție narativă                                | 1944           | 2003           | [ 30 ] |
| Naughty Marietta                                                     | producție narativă                                | 1935           | 2003           | [ 30 ] |
| The Negro Soldier                                                    | documentar                                        | 1944           | 2011           | [ 25 ] |
| Network                                                              | producție narativă                                | 1976           | 2000           | [ 31 ] |
| Newark Athlete                                                       | film de scurt metraj                              | 1891           | 2010           | [ 26 ] |
| Nicholas Brothers Family Home Movies                                 | home movie                                        | 1930s-1940s    | 2011           | [ 25 ] |
| A Night at the Opera                                                 | producție narativă                                | 1935           | 1993           | [ 29 ] |
| The Night of the Hunter                                              | producție narativă                                | 1955           | 1992           | [ 23 ] |
| Night of the Living Dead                                             | producție narativă                                | 1968           | 1999           | [ 38 ] |
| Ninotchka                                                            | producție narativă                                | 1939           | 1990           | [ 28 ] |
| No Lies                                                              | film de scurt metraj                              | 1973           | 2008           | [ 21 ] |
| Norma Rae                                                            | producție narativă                                | 1979           | 2011           | [ 25 ] |
| North by Northwest                                                   | producție narativă                                | 1959           | 1995           | [ 24 ] |
| (nostalgia)                                                          | documentar/film de scurt metraj                   | 1971           | 2003           | [ 30 ] |
| Nothing But a Man                                                    | producție narativă                                | 1964           | 1993           | [ 29 ] |
| Notorious                                                            | producție narativă                                | 1946           | 2006           | [ 32 ] |
| Now, Voyager                                                         | producție narativă                                | 1942           | 2007           | [ 18 ] |
| The Nutty Professor                                                  | producție narativă                                | 1963           | 2004           | [ 36 ] |
| OffOn                                                                | film de scurt metraj/film experimental            | 1968           | 2004           | [ 36 ] |
| Oklahoma!                                                            | producție narativă                                | 1955           | 2007           | [ 18 ] |
| On the Bowery                                                        | documentar                                        | 1957           | 2008           | [ 21 ] |
| On the Waterfront                                                    | producție narativă                                | 1954           | 1989           | [ 37 ] |
| Once Upon a Time in the West                                         | producție narativă                                | 1968           | 2009           | [ 39 ] |
| One Flew Over the Cuckoo's Nest                                      | producție narativă                                | 1975           | 1993           | [ 29 ] |
| One Froggy Evening                                                   | film de animație de scurt metraj                  | 1956           | 2003           | [ 30 ] |
| One Week                                                             | film de scurt metraj                              | 1920           | 2008           | [ 21 ] |
| Our Day                                                              | documentar/film de scurt metraj                   | 1938           | 2007           | [ 18 ] |
| Our Lady of the Sphere                                               | film experimental                                 | 1969           | 2010           | [ 26 ] |
| Out of the Past                                                      | producție narativă                                | 1947           | 1991           | [ 19 ] |
| The Outlaw Josey Wales                                               | producție narativă                                | 1976           | 1996           | [ 33 ] |
| The Ox-Bow Incident                                                  | producție narativă                                | 1943           | 1998           | [ 20 ] |
| Pass the Gravy                                                       | film de scurt metraj                              | 1928           | 1998           | [ 20 ] |
| Paths of Glory                                                       | producție narativă                                | 1957           | 1992           | [ 23 ] |
| Patton                                                               | producție narativă                                | 1970           | 2003           | [ 30 ] |
| The Pawnbroker                                                       | producție narativă                                | 1965           | 2008           | [ 21 ] |
| The Pearl                                                            | producție narativă                                | 1948           | 2002           | [ 27 ] |
| Peege                                                                | film de scurt metraj                              | 1972           | 2007           | [ 18 ] |
| The Perils of Pauline                                                | film serial                                       | 1914           | 2008           | [ 21 ] |
| Peter Pan                                                            | producție narativă                                | 1924           | 2000           | [ 31 ] |
| The Phantom of the Opera                                             | producție narativă                                | 1925           | 1998           | [ 20 ] |
| The Philadelphia Story                                               | producție narativă                                | 1940           | 1995           | [ 24 ] |
| Pillow Talk                                                          | producție narativă                                | 1959           | 2009           | [ 39 ] |
| The Pink Panther                                                     | producție narativă                                | 1963           | 2010           | [ 26 ] |
| Pinocchio                                                            | film de animație                                  | 1940           | 1994           | [ 25 ] |
| A Place in the Sun                                                   | producție narativă                                | 1951           | 1991           | [ 19 ] |
| Planet of the Apes                                                   | producție narativă                                | 1968           | 2001           | [ 22 ] |
| The Plow That Broke the Plains                                       | documentar/film de scurt metraj                   | 1936           | 1999           | [ 38 ] |
| Point of Order                                                       | documentar                                        | 1964           | 1993           | [ 29 ] |
| The Poor Little Rich Girl                                            | producție narativă                                | 1917           | 1991           | [ 19 ] |
| Popeye the Sailor Meets Sindbad the Sailor                           | film de animație de scurt metraj                  | 1936           | 2004           | [ 36 ] |
| Porgy And Bess                                                       | producție narativă                                | 1959           | 2011           | [ 25 ] |
| Porky in Wackyland                                                   | film de animație de scurt metraj                  | 1938           | 2000           | [ 31 ] |
| The Power of the Press                                               | producție narativă                                | 1928           | 2005           | [ 34 ] |
| Powers of Ten                                                        | documentar/film de scurt metraj                   | 1978           | 1998           | [ 20 ] |
| Precious Images                                                      | compilation film de scurt metraj                  | 1986           | 2009           | [ 39 ] |
| Preservation of the Sign Language                                    | film de scurt metraj                              | 1913           | 2010           | [ 26 ] |
| President McKinley Inauguration Footage                              | documentar/film de scurt metraj                   | 1901           | 2000           | [ 31 ] |
| Primary                                                              | documentar                                        | 1960           | 1990           | [ 28 ] |
| Princess Nicotine; or, The Smoke Fairy                               | film de scurt metraj                              | 1909           | 2003           | [ 30 ] |
| The Prisoner of Zenda                                                | producție narativă                                | 1937           | 1991           | [ 19 ] |
| The Producers                                                        | producție narativă                                | 1968           | 1996           | [ 33 ] |
| Psycho                                                               | producție narativă                                | 1960           | 1992           | [ 23 ] |
| The Public Enemy                                                     | producție narativă                                | 1931           | 1998           | [ 20 ] |
| Pull My Daisy                                                        | film de scurt metraj                              | 1959           | 1996           | [ 33 ] |
| Punch Drunks                                                         | film de scurt metraj                              | 1934           | 2002           | [ 27 ] |
| Pups Is Pups                                                         | film de scurt metraj                              | 1930           | 2004           | [ 36 ] |
| Quasi at the Quackadero                                              | film de animație de scurt metraj                  | 1975           | 2009           | [ 39 ] |
| Raging Bull                                                          | producție narativă                                | 1980           | 1990           | [ 28 ] |
| Raiders of the Lost Ark                                              | producție narativă                                | 1981           | 1999           | [ 38 ] |
| A Raisin in the Sun                                                  | producție narativă                                | 1961           | 2005           | [ 34 ] |
| Rear Window                                                          | producție narativă                                | 1954           | 1997           | [ 35 ] |
| Rebel Without a Cause                                                | producție narativă                                | 1955           | 1990           | [ 28 ] |
| The Red Book                                                         | film de animație de scurt metraj                  | 1994           | 2009           | [ 39 ] |
| Red Dust                                                             | producție narativă                                | 1932           | 2006           | [ 32 ] |
| Red River                                                            | producție narativă                                | 1948           | 1990           | [ 28 ] |
| Regeneration                                                         | producție narativă                                | 1915           | 2000           | [ 31 ] |
| Reminiscences of a Journey to Lithuania                              | documentar                                        | 1971–1972      | 2006           | [ 32 ] |
| Republic Steel Strike Riot Newsreel Footage                          | newsreel                                          | 1937           | 1997           | [ 35 ] |
| Return of the Secaucus 7                                             | producție narativă                                | 1980           | 1997           | [ 35 ] |
| The Revenge of Pancho Villa                                          | producție narativă                                | 1930–1936      | 2009           | [ 39 ] |
| Ride the High Country                                                | producție narativă                                | 1962           | 1992           | [ 23 ] |
| Rip Van Winkle                                                       | film serial                                       | 1896           | 1995           | [ 24 ] |
| The River                                                            | documentar/film de scurt metraj                   | 1938           | 1990           | [ 28 ] |
| Road to Morocco                                                      | producție narativă                                | 1942           | 1996           | [ 33 ] |
| Rocky                                                                | producție narativă                                | 1976           | 2006           | [ 32 ] |
| The Rocky Horror Picture Show                                        | producție narativă                                | 1975           | 2005           | [ 34 ] |
| Roman Holiday                                                        | producție narativă                                | 1953           | 1999           | [ 38 ] |
| Rose Hobart                                                          | film de scurt metraj/film experimental            | 1936           | 2001           | [ 22 ] |
| Sabrina                                                              | producție narativă                                | 1954           | 2002           | [ 27 ] |
| Safety Last!                                                         | producție narativă                                | 1923           | 1994           | [ 25 ] |
| Salesman                                                             | documentar                                        | 1969           | 1992           | [ 23 ] |
| Salomé                                                               | producție narativă                                | 1923           | 2000           | [ 31 ] |
| Salt of the Earth                                                    | producție narativă                                | 1954           | 1992           | [ 23 ] |
| San Francisco Earthquake and Fire, 18 aprilie 1906                   | documentar                                        | 1906           | 2005           | [ 34 ] |
| Saturday Night Fever                                                 | producție narativă                                | 1977           | 2010           | [ 26 ] |
| Scarface                                                             | producție narativă                                | 1932           | 1994           | [ 25 ] |
| Schindler's List                                                     | producție narativă                                | 1993           | 2004           | [ 36 ] |
| Scratch and Crow                                                     | film de animație de scurt metraj                  | 1995           | 2009           | [ 39 ] |
| The Searchers                                                        | producție narativă                                | 1956           | 1989           | [ 37 ] |
| Serene Velocity                                                      | film de scurt metraj                              | 1970           | 2001           | [ 22 ] |
| Sergeant York                                                        | producție narativă                                | 1941           | 2008           | [ 21 ] |
| Seven Brides for Seven Brothers                                      | producție narativă                                | 1954           | 2004           | [ 36 ] |
| Seventh Heaven                                                       | producție narativă                                | 1927           | 1995           | [ 24 ] |
| sex, lies, and videotape                                             | producție narativă                                | 1989           | 2006           | [ 32 ] |
| The Sex Life of the Polyp                                            | film de scurt metraj                              | 1928           | 2007           | [ 18 ] |
| Shadow of a Doubt                                                    | producție narativă                                | 1943           | 1991           | [ 19 ] |
| Shadows                                                              | producție narativă                                | 1959           | 1993           | [ 29 ] |
| Shaft                                                                | producție narativă                                | 1971           | 2000           | [ 31 ] |
| Shane                                                                | producție narativă                                | 1953           | 1993           | [ 29 ] |
| She Done Him Wrong                                                   | producție narativă                                | 1933           | 1996           | [ 33 ] |
| Sherlock, Jr.                                                        | producție narativă                                | 1924           | 1991           | [ 19 ] |
| Sherman's March                                                      | documentar                                        | 1986           | 2000           | [ 31 ] |
| Shock Corridor                                                       | producție narativă                                | 1963           | 1996           | [ 33 ] |
| The Shop Around the Corner                                           | producție narativă                                | 1940           | 1999           | [ 38 ] |
| Show Boat                                                            | producție narativă                                | 1936           | 1996           | [ 33 ] |
| Show People                                                          | producție narativă                                | 1928           | 2003           | [ 30 ] |
| Siege                                                                | documentar/film de scurt metraj                   | 1940           | 2006           | [ 32 ] |
| The Silence Of The Lambs                                             | producție narativă                                | 1991           | 2011           | [ 25 ] |
| Singin' in the Rain                                                  | producție narativă                                | 1952           | 1989           | [ 37 ] |
| Sky High                                                             | producție narativă                                | 1922           | 1998           | [ 20 ] |
| Snow White                                                           | film de animație de scurt metraj                  | 1933           | 1994           | [ 25 ] |
| Snow White and the Seven Dwarfs                                      | film de animație                                  | 1937           | 1989           | [ 37 ] |
| So's Your Old Man                                                    | producție narativă                                | 1926           | 2008           | [ 21 ] |
| Some Like It Hot                                                     | producție narativă                                | 1959           | 1989           | [ 37 ] |
| Son of the Sheik                                                     | producție narativă                                | 1926           | 2003           | [ 30 ] |
| The Sound of Music                                                   | producție narativă                                | 1965           | 2001           | [ 22 ] |
| Stagecoach                                                           | producție narativă                                | 1939           | 1995           | [ 24 ] |
| Stand And Deliver                                                    | producție narativă                                | 1988           | 2011           | [ 25 ] |
| A Star Is Born                                                       | producție narativă                                | 1954           | 2000           | [ 31 ] |
| Star Theatre                                                         | film de scurt metraj                              | 1901           | 2002           | [ 27 ] |
| Star Wars Episode IV: A New Hope                                     | producție narativă                                | 1977           | 1989           | [ 37 ] |
| Star Wars Episode V: The Empire Strikes Back                         | producție narativă                                | 1980           | 2010           | [ 26 ] |
| Stark Love                                                           | producție narativă                                | 1927           | 2009           | [ 39 ] |
| Steamboat Willie                                                     | film de animație de scurt metraj                  | 1928           | 1998           | [ 20 ] |
| The Sting                                                            | producție narativă                                | 1973           | 2005           | [ 34 ] |
| Stormy Weather                                                       | producție narativă                                | 1943           | 2001           | [ 22 ] |
| The Story of G.I. Joe                                                | producție narativă                                | 1945           | 2009           | [ 39 ] |
| Stranger Than Paradise                                               | producție narativă                                | 1984           | 2002           | [ 27 ] |
| A Streetcar Named Desire                                             | producție narativă                                | 1951           | 1999           | [ 38 ] |
| The Strong Man                                                       | producție narativă                                | 1926           | 2007           | [ 18 ] |
| A Study in Reds                                                      | producție narativă                                | 1932           | 2009           | [ 39 ] |
| Study of a River                                                     | film experimental                                 | 1997           | 2010           | [ 26 ] |
| St. Louis Blues                                                      | film de scurt metraj                              | 1929           | 2006           | [ 32 ] |
| Sullivan's Travels                                                   | producție narativă                                | 1941           | 1990           | [ 28 ] |
| Sunrise: A Song of Two Humans                                        | producție narativă                                | 1927           | 1989           | [ 37 ] |
| Sunset Boulevard                                                     | producție narativă                                | 1950           | 1989           | [ 37 ] |
| Sweet Smell of Success                                               | producție narativă                                | 1957           | 1993           | [ 29 ] |
| Swing Time                                                           | producție narativă                                | 1936           | 2004           | [ 36 ] |
| The T.A.M.I. Show                                                    | documentar                                        | 1964           | 2006           | [ 32 ] |
| Tabu                                                                 | producție narativă                                | 1931           | 1994           | [ 25 ] |
| Tacoma Narrows Bridge Collapse                                       | home film                                         | 1940           | 1998           | [ 20 ] |
| The Tall T                                                           | producție narativă                                | 1957           | 2000           | [ 31 ] |
| Tarantella                                                           | film de scurt metraj/film experimental            | 1940           | 2010           | [ 26 ] |
| Tarzan and His Mate                                                  | producție narativă                                | 1934           | 2003           | [ 30 ] |
| Taxi Driver                                                          | producție narativă                                | 1976           | 1994           | [ 25 ] |
| The Tell-Tale Heart                                                  | film de animație de scurt metraj                  | 1953           | 2001           | [ 22 ] |
| The Ten Commandments                                                 | producție narativă                                | 1956           | 1999           | [ 38 ] |
| The Terminator                                                       | producție narativă                                | 1984           | 2008           | [ 21 ] |
| Tess of the Storm Country                                            | producție narativă                                | 1914           | 2006           | [ 32 ] |
| Tevye                                                                | producție narativă                                | 1939           | 1991           | [ 19 ] |
| Theodore Case Sound Test: Gus Visser and His Singing Duck            | film de scurt metraj                              | 1925           | 2002           | [ 27 ] |
| There It Is                                                          | film de scurt metraj                              | 1928           | 2004           | [ 36 ] |
| The Thief of Bagdad                                                  | producție narativă                                | 1924           | 1996           | [ 33 ] |
| The Thin Blue Line                                                   | documentar                                        | 1988           | 2001           | [ 22 ] |
| The Thin Man                                                         | producție narativă                                | 1934           | 1997           | [ 35 ] |
| The Thing from Another World                                         | producție narativă                                | 1951           | 2001           | [ 22 ] |
| Think of Me First as a Person                                        | documentar/home film                              | 1960–1975      | 2006           | [ 32 ] |
| This Is Cinerama                                                     | producție narativă                                | 1952           | 2002           | [ 27 ] |
| This is Spinal Tap                                                   | producție narativă                                | 1984           | 2002           | [ 27 ] |
| Three Little Pigs                                                    | film de animație de scurt metraj                  | 1933           | 2007           | [ 18 ] |
| Thriller                                                             | music video                                       | 1983           | 2009           | [ 39 ] |
| Through Navajo Eyes                                                  | film serial                                       | 1966           | 2002           | [ 27 ] |
| A Time for Burning                                                   | documentar                                        | 1966           | 2005           | [ 34 ] |
| A Time Out of War                                                    | film de scurt metraj                              | 1954           | 2006           | [ 32 ] |
| Tin Toy                                                              | film de animație de scurt metraj                  | 1988           | 2003           | [ 30 ] |
| To Be or Not to Be                                                   | producție narativă                                | 1942           | 1996           | [ 33 ] |
| To Fly!                                                              | documentar                                        | 1976           | 1995           | [ 24 ] |
| To Kill a Mockingbird                                                | producție narativă                                | 1962           | 1995           | [ 24 ] |
| Tol'able David                                                       | producție narativă                                | 1921           | 2007           | [ 18 ] |
| Tom, Tom, the Piper's Son                                            | feature film/film experimental                    | 1969–1971      | 2007           | [ 18 ] |
| Tootsie                                                              | producție narativă                                | 1982           | 1998           | [ 20 ] |
| Top Hat                                                              | producție narativă                                | 1935           | 1990           | [ 28 ] |
| Topaz                                                                | documentar                                        | 1943–1945      | 1996           | [ 33 ] |
| Touch of Evil                                                        | producție narativă                                | 1958           | 1993           | [ 29 ] |
| Toy Story                                                            | film de animație                                  | 1995           | 2005           | [ 34 ] |
| Traffic in Souls                                                     | producție narativă                                | 1913           | 2006           | [ 32 ] |
| Trance and Dance in Bali                                             | documentar/film de scurt metraj                   | 1936–1939      | 1999           | [ 38 ] |
| The Treasure of the Sierra Madre                                     | producție narativă                                | 1948           | 1990           | [ 28 ] |
| A Tree Grows in Brooklyn                                             | producție narativă                                | 1945           | 2010           | [ 26 ] |
| A Trip Down Market Street                                            | documentar                                        | 1906           | 2010           | [ 26 ] |
| Trouble in Paradise                                                  | producție narativă                                | 1932           | 1991           | [ 19 ] |
| Tulips Shall Grow                                                    | film de animație de scurt metraj                  | 1942           | 1997           | [ 35 ] |
| Twelve O'Clock High                                                  | producție narativă                                | 1949           | 1998           | [ 20 ] |
| Twentieth Century                                                    | producție narativă                                | 1934           | 2011           | [ 25 ] |
| Under Western Stars                                                  | producție narativă                                | 1938           | 2009           | [ 39 ] |
| Unforgiven                                                           | producție narativă                                | 1992           | 2004           | [ 36 ] |
| Verbena Tragica                                                      | producție narativă                                | 1939           | 1996           | [ 33 ] |
| Vertigo                                                              | producție narativă                                | 1958           | 1989           | [ 37 ] |
| The War Of The Worlds                                                | producție narativă                                | 1953           | 2011           | [ 25 ] |
| Water and Power                                                      | documentar                                        | 1989           | 2008           | [ 21 ] |
| The Wedding March                                                    | producție narativă                                | 1928           | 2003           | [ 30 ] |
| West Side Story                                                      | producție narativă                                | 1961           | 1997           | [ 35 ] |
| Westinghouse Works, 1904                                             | film serial                                       | 1904           | 1998           | [ 20 ] |
| What's Opera, Doc?                                                   | film de animație de scurt metraj                  | 1957           | 1992           | [ 23 ] |
| Where Are My Children?                                               | producție narativă                                | 1916           | 1993           | [ 29 ] |
| White Fawn's Devotion                                                | film de scurt metraj                              | 1910           | 2008           | [ 21 ] |
| White Heat                                                           | producție narativă                                | 1949           | 2003           | [ 30 ] |
| Why Man Creates                                                      | animated documentar/film de scurt metraj          | 1968           | 2002           | [ 27 ] |
| Why We Fight                                                         | documentar film serial                            | 1943–1945      | 2000           | [ 31 ] |
| Wild and Woolly                                                      | producție narativă                                | 1917           | 2002           | [ 27 ] |
| The Wild Bunch                                                       | producție narativă                                | 1969           | 1999           | [ 38 ] |
| Wild River                                                           | producție narativă                                | 1960           | 2002           | [ 27 ] |
| Will Success Spoil Rock Hunter?                                      | producție narativă                                | 1957           | 2000           | [ 31 ] |
| The Wind                                                             | producție narativă                                | 1928           | 1993           | [ 29 ] |
| Wings                                                                | producție narativă                                | 1927           | 1997           | [ 35 ] |
| Within Our Gates                                                     | producție narativă                                | 1920           | 1992           | [ 23 ] |
| The Wizard of Oz                                                     | producție narativă                                | 1939           | 1989           | [ 37 ] |
| Woman of the Year                                                    | producție narativă                                | 1942           | 1999           | [ 38 ] |
| A Woman Under the Influence                                          | producție narativă                                | 1974           | 1990           | [ 28 ] |
| The Women                                                            | producție narativă                                | 1939           | 2007           | [ 18 ] |
| Woodstock                                                            | documentar                                        | 1970           | 1996           | [ 33 ] |
| Wuthering Heights                                                    | producție narativă                                | 1939           | 2007           | [ 18 ] |
| Yankee Doodle Dandy                                                  | producție narativă                                | 1942           | 1993           | [ 29 ] |
| Young Frankenstein                                                   | producție narativă                                | 1974           | 2003           | [ 30 ] |
| Young Mr. Lincoln                                                    | producție narativă                                | 1939           | 2003           | [ 30 ] |
| Zapruder film                                                        | home film                                         | 1963           | 1994           | [ 25 ] |

^I Parts 1–5, 7, and 10

^II A serial of thirteen short films

^III A serial of eight short films

^IV A serial of seven short films

^V Not released until 1952

^VI A serial of twenty-one short films

^VII A serial of fourteen short films

^VIII A serial of twenty short films

^IX A serial of seven feature films

### Numărul de filme după anul apariției
Tabelul conține lista din 2011 (cu 575 de filme în total). La completarea acestei liste, pentru seriile de filme s-a trecut anul terminării (așa cum apare în Registru). 
| Data apariției | Numărul de filme |
| -------------- | ---------------- |
| 1891           | 1                |
| 1893           | 1                |
| 1895           | 1                |
| 1896           | 2                |
| 1901           | 2                |
| 1903           | 1                |
| 1904           | 1                |
| 1906           | 2                |
| 1909           | 3                |
| 1910           | 2                |
| 1911           | 1                |
| 1912           | 4                |
| 1913           | 4                |
| 1914           | 7                |
| 1915           | 5                |
| 1916           | 4                |
| 1917           | 4                |
| 1918           | 1                |
| 1919           | 1                |
| 1920           | 5                |
| 1921           | 4                |
| 1922           | 5                |
| 1923           | 2                |
| 1924           | 6                |
| 1925           | 10               |
| 1926           | 6                |
| 1927           | 9                |
| 1928           | 15               |
| 1929           | 6                |
| 1930           | 6                |
| 1931           | 8                |
| 1932           | 9                |
| 1933           | 11               |
| 1934           | 8                |
| 1935           | 4                |
| 1936           | 12               |
| 1937           | 8                |
| 1938           | 9                |
| 1939           | 16               |
| 1940           | 16               |
| 1941           | 8                |
| 1942           | 12               |
| 1943           | 5                |
| 1944           | 10               |
| 1945           | 9                |
| 1946           | 8                |
| 1947           | 3                |
| 1948           | 9                |
| 1949           | 7                |
| 1950           | 5                |
| 1951           | 8                |
| 1952           | 5                |
| 1953           | 14               |
| 1954           | 10               |
| 1955           | 6                |
| 1956           | 9                |
| 1957           | 14               |
| 1958           | 5                |
| 1959           | 9                |
| 1960           | 5                |
| 1961           | 6                |
| 1962           | 7                |
| 1963           | 7                |
| 1964           | 8                |
| 1965           | 2                |
| 1966           | 4                |
| 1967           | 8                |
| 1968           | 10               |
| 1969           | 11               |
| 1970           | 9                |
| 1971           | 8                |
| 1972           | 8                |
| 1973           | 8                |
| 1974           | 8                |
| 1975           | 9                |
| 1976           | 9                |
| 1977           | 7                |
| 1978           | 5                |
| 1979           | 8                |
| 1980           | 7                |
| 1981           | 1                |
| 1982           | 5                |
| 1983           | 3                |
| 1984           | 3                |
| 1985           | 1                |
| 1986           | 4                |
| 1988           | 4                |
| 1989           | 3                |
| 1990           | 2                |
| 1991           | 4                |
| 1992           | 3                |
| 1993           | 2                |
| 1994           | 3                |
| 1995           | 2                |
| 1996           | 1                |
| 1997           | 1                |
| Necunoscut     | 1                |